# Cycles Marinoni
Cycles Marinoni est un fabricant de vélos canadien fondé en 1974 par Giuseppe Marinoni et dont le siège social est aujourd'hui à Terrebonne, au Québec.

## Histoire
Giuseppe Marinoni, né le 30 septembre 1937, arrive au Québec la première fois en 1965, à l'âge de 27 ans pour participer au Tour du Lac-Saint-Jean en tant que coureur. C'est après la course que l'organisateur de l'événement, Federico Corneli, lui suggère de rester au Québec plus longtemps. C'est durant cette période qu'il fait la rencontre de sa future épouse, Simonne. Dès son arrivée au Québec, il ne tarda pas à impressionner, remportant le Tour du Saguenay Lac St-Jean, ce qu'il réédita en 1968. En 1966, il représente le Canada à la Milk Race où il obtient une deuxième place lors d'une étape. Vainqueur de la course Québec - Montréal en 1966 et 1968, il remporte également la course de Fitchburg en 1968, en plus de représenter le Canada au Tour de Grèce. Il met finalement fin à sa carrière en 1972, après avoir enlevé plusieurs victoires prestigieuses, dont l'Omnium Corneli, la classique Madona de Pompei et Montréal - Ste-Agathe.
C'est par dédain pour son travail de tailleur qu'il se réoriente dans la fabrication de vélos. Il repart en Italie pour apprendre à confectionner des cadres de vélos en acier avec Mario Rossin. À son retour, il fonde Cycles Marinoni que certains considèrent comme un des premiers fabricants de vélos au Canada. À l’occasion des Jeux olympiques de Los Angeles en 1984, c’est lui qui fabrique la majorité des vélos de l’équipe olympique des États-Unis. Les vélos sont peints aux couleurs de Raleigh, le commanditaire de l’équipe. Jusqu’au début des années 1990, les pelotons cyclistes au Canada étaient composés à 80% de vélos fabriqués par ses mains.

## Athlètes
Marinoni a fabriqué pour Jocelyn Lovell un vélo de piste sur mesure, avec lequel ce dernier remporte deux médailles d'or aux jeux du Commonwealth à Edmonton en 1978.